# 日本国铁C51型蒸汽机车
C51型是日本铁道省以及日本国有铁道所使用的煤水车式干线客运用蒸汽机车。本型机车是铁道省对从美国机车公司订购的8900型蒸汽机车的国产化改进，因此该车型最初被称为18900型，后于1928年6月改称C51型。

## 制造
铁道省于1919年至1928年间订制本型机车289辆，由汽车制造（240辆）、三菱造船（22辆）、铁道省滨松工厂（18辆）制造。

## 运用

### 日本国内
由于C51型机车在牵引力、高速性能和可靠性方面实现了高标准，在1920年代到1930年代成为日本国内各干线的客运机车主力。1930年到1934年间超特急列車燕號列車东京到名古屋区间的机车交路由本型机车担当，使得东京到神户的旅行时间减少9小时。而配属于品川机务段的C51 236和C51 239两辆机车亦被指定为御召列车本务机车。
随着旅客输送量的增加以及钢制客车的投入运用使得旅客列车的牵引定数在增加，加上C53和C59投入运用，C51型机车遂转入地方线路运用。战后，C51型机车于1966年最终退役。

### 中国国内
1939年由日本陆军征调16辆C51型机车，改造为标准轨距，交由华中铁道运用于南京-上海路线，编为パシナ型。于中华人民共和国成立后改称为ㄆㄒ9型（PX9），后再改称为胜利9型（SL9）。

## 事故
1949年8月17日淩晨3點9分，國鐵東北本線福島縣松川站－金谷川站間發生列車翻覆意外，本務機C51 133號機車、機後的2節行李車、1節郵政車和2節客車脫軌，造成司機等三位乘務人員死亡。根據出事現場調查結果，證實為鐵軌曾經人為破壞，警方於事件發生後，陸續逮捕20名嫌疑人員，但全員於1963年的判決中，被判罪名不成立。由於迄今仍無法確認真正的犯人為何，故與同年內稍早發生之下山事件及三鷹事件，並稱為“國鐵三大謎案”。

## 保存
日本国内有4辆C51型机车静态展示：
- C51 5：曾静态展示于青梅铁道公园（日语：青梅鉄道公園），后送往埼玉县埼玉市铁道博物馆静态展示。
- C51 44：静态展示于秋田综合车辆中心（日语：秋田総合車両センター）
- C51 85：静态展示于鹿儿岛综合车辆中心（日语：鹿児島車両センター）
- C51 239：静态展示于京都鐵道博物館[註 3]

## 备注
1. ↑  Pashina，意指Pacifics第7型，但与南满州铁道パシナ型（即胜利7型蒸汽机车）为不同车型。
2. ↑  當時適屬美軍占領期間，故正值夏時制采行，其實際發生時間，應為淩晨2點9分
3. ↑  4辆静态展示的C51型机车中，C51 44、C51 85和C51 239这3辆机车皆被解剖展示。C51 239在被移交京都鐵道博物館前身梅小路蒸汽火車博物館时，锅炉周围是新造和安装，但由于是静态展示，内部没有完全恢复。